# Isa (colonie grecque)
Pour les articles homonymes, voir ISA.

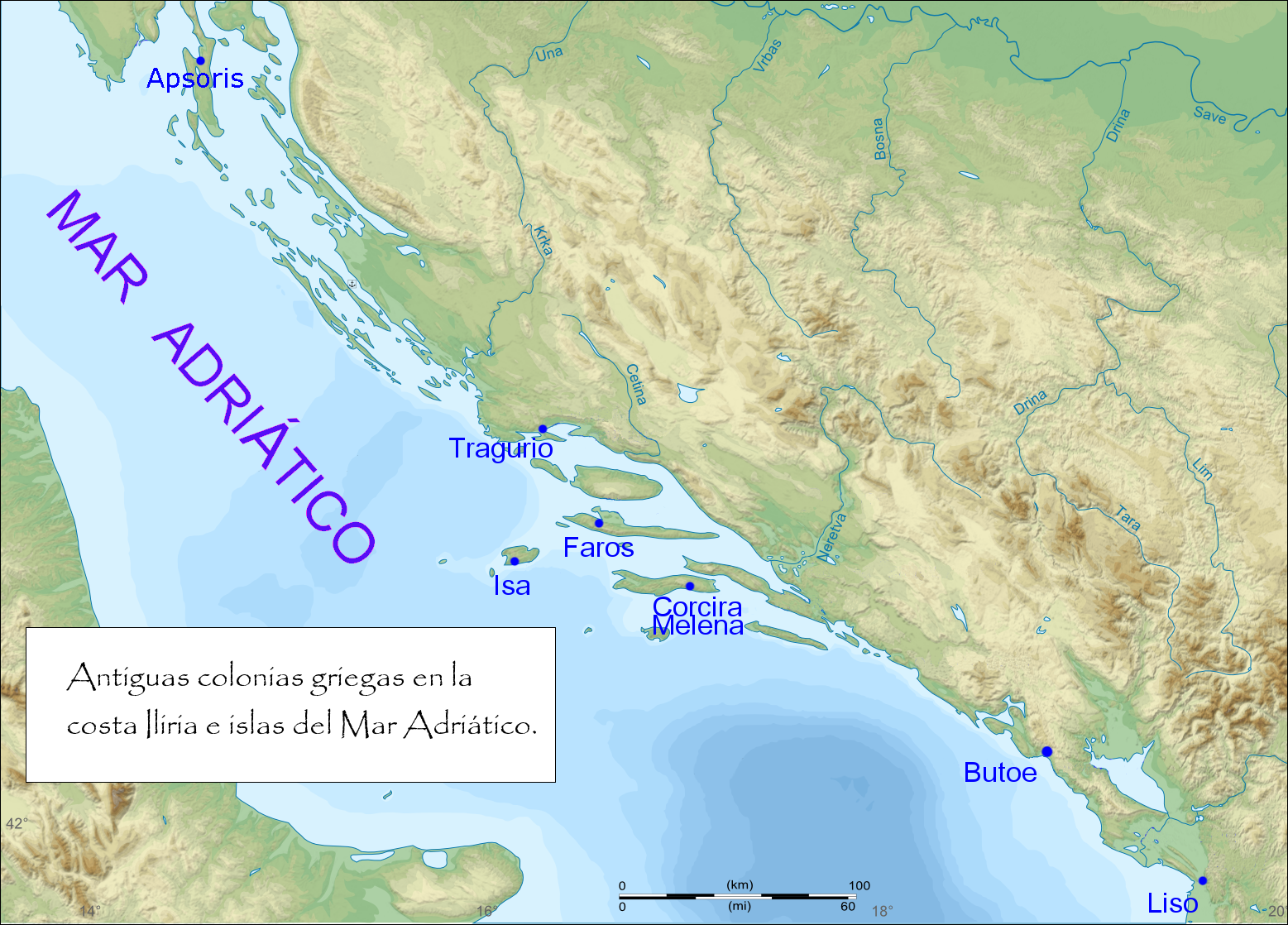
Carte des anciennes colonies grecques en Illyrie et dans l'Adriatique avec l'emplacement de Isa.

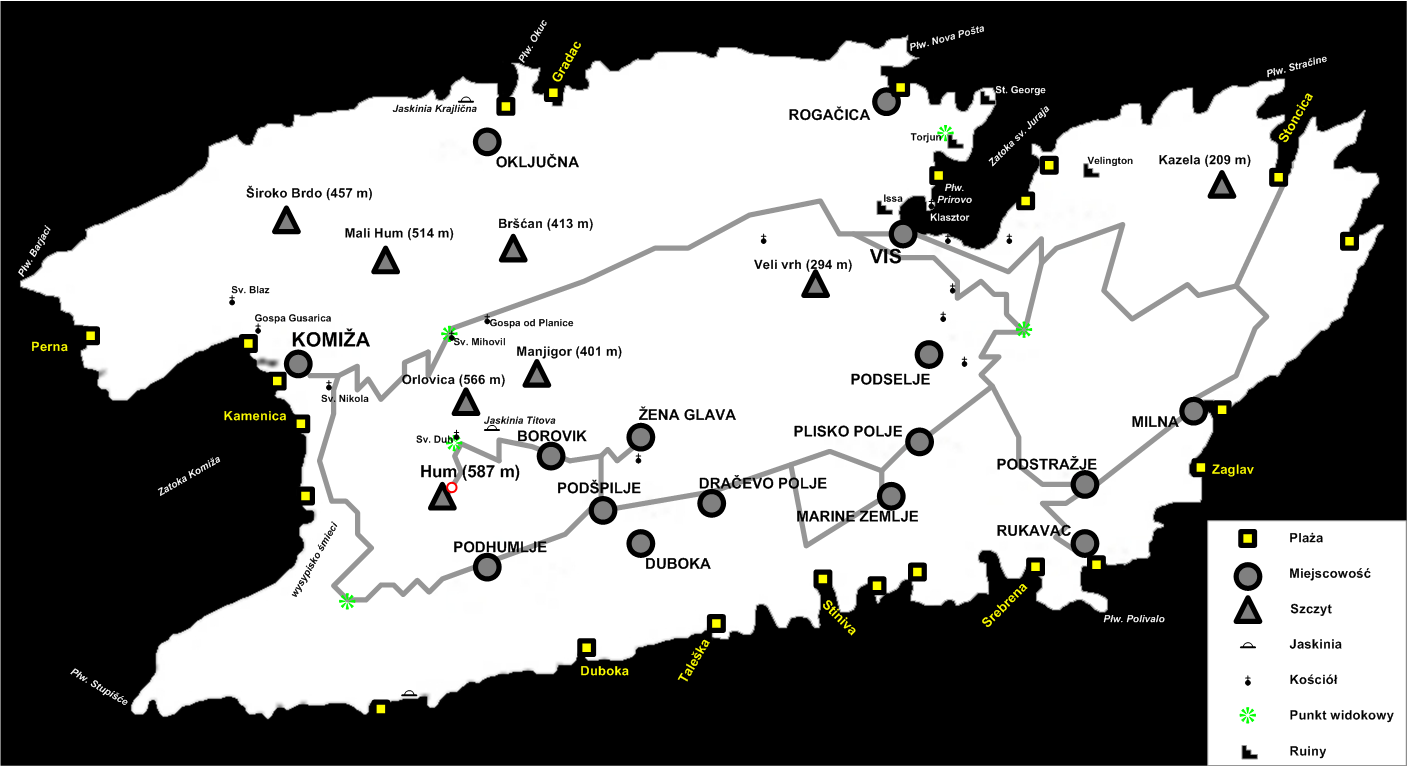
Carte actuelle de l'île de Vis - Isa se situait près de la ville actuelle de Vis.

Isa (en grec, Ἴσσα) fut une colonie grecque située sur l'île de Vis (Croatie). 
Scymnos de Chio affirme qu'elle fut fondée par des colons de Syracuse.
Sur une stèle datée d'environ 300 av.J.-C., la Psephis de Lumbarda, sont gravées les lois d'une nouvelle fondation réalisée par des habitants de Isa: la ville de "Corcyra Melaina", sur l'île voisine de Korčula.
Selon Strabon (VII,5,5), l'île de Tragurio fut elle aussi colonisée par les Iséens.
Il existe des monnaies de bronze d'Isa datées du IVe siècle  av.J.-C.